# تیم ملی والیبال نشسته مردان ایران

تیم ملی والیبال نشسته ایران

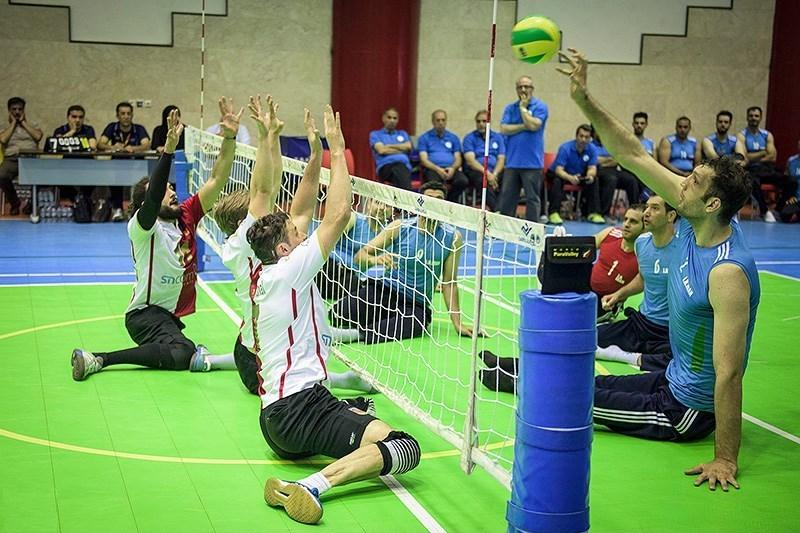
بازی دوستانه تیم‌های ملی ایران و آلمان در تهران، خرداد ۱۳۹۵

تیم ملی والیبال نشسته مردان ایران نماینده والیبال نشسته کشور ایران در مسابقات بین‌المللی است که زیر نظر فدراسیون ورزش‌های جانبازان و معلولین فعالیت می‌کند و در سال 1363 شمسی شکل گرفت و اولین بار در سال 1364 به مسابقات جهانی اعزام شد. تیم ملی والیبال نشسته ایران درحال حاضر پرافتخارترین و قدرتمندترین تیم جهان در تمام رقابت‌های بین‌المللی می‌باشد. این تیم به جز پارالمپیک ۲۰۰۴ آتن و ۲۰۱۲ لندن، همیشه مدال طلا کسب کرده و قهرمان شده‌است. بعد از ایران هلند با ۳ قهرمانی و بوسنی و هرزگوین با ۲ قهرمانی پارالمپیک در رده‌های بعدی هستند.
عیسی زیراهی به عنوان یکی از پر سابقه ترین بازیکنان تیم ملی والیبال نشسته ایران می باشد.

## تاریخچه
والیبال نشسته از سال ۱۳۵۹ در ایران شکل گرفت. تهران، تبریز و مشهد نخستین شهرهایی هستند که فعالیت در این رشته را آغاز کردند. مسابقات قهرمانی کشور از سال ۱۳۶۰ آغاز شد. در نخستین دوره این مسابقات تنها ۴ تیم حضور داشتند اما اکنون حدود ۴۰۰ تیم آقایان و ۶۰ تیم بانوان و حدود ۵۰۰۰ ورزشکار ایرانی در این رشته فعال هستند. تیم ملی این رشته در سال ۱۳۶۳ با ترکیبی از تعدادی بازیکن جانباز و معلول شکل گرفت و برای نخستین بار سال ۱۳۶۴ برای شرکت در مسابقات قهرمانی جهان عازم نروژ شد.
تیم ایران در این دوره شگفتی آفرین شد و در اولین حضور خود با غلبه بر هلند، قهرمان ۱۵ ساله جهان، برای نخستین بار مدال طلای جهانی را به دست آورد. این عنوان قهرمانی در سال‌های ۱۹۹۰، ۱۹۹۴، ۱۹۹۶، ۱۹۹۸ و ۲۰۱۰ تکرار شد و در سال‌های ۲۰۰۲ مقام سوم و ۲۰۰۶ مقام دوم به تیم ایران تعلق گرفت. در رده جوانان نیز تیم ملی مردان ایران در سال‌های ۲۰۰۵ اسلوونی، ۲۰۰۷ برزیل و ۲۰۰۹ مشهد قهرمان جوانان جهان شده‌است.
ضمن این که در مسابقات قهرمانی آسیا ۳ بار قهرمانی والیبال نشسته آقایان به ایران رسیده‌است و بانوان نیز یک نایب قهرمانی و ۲ عنوان سومی آسیا را کسب کرده‌اند. اما بیش‌ترین افتخارات والیبال نشسته ایران در مسابقات پارالمپیک به دست آمده‌است. حاصل ۷ بار حضور ایران در این مسابقات ۵ عنوان قهرمانی در مسابقات ۱۹۸۸ سئول، ۱۹۹۲ بارسلون، ۱۹۹۶ آتلانتا، ۲۰۰۰ سیدنی و ۲۰۰۸ پکن و ۲ نایب قهرمانی پارالیمپیک‌های ۲۰۰۴ یونان  ۲۰۱۲ لندن ۲۰۱۶ریو و ۲۰۲۰توکیو است.
در سطح باشگاه‌های جهان نیز تیم‌های پگاه تهران و ذوب آهن اصفهان ۴ بار عنوان قهرمانی را کسب کردند. در باشگاه‌های آسیا تیم‌های گسترش فولاد تبریز، ذوب آهن اصفهان و ثامن الحجج سبزوار عنوان قهرمانی باشگاه‌های آسیا را کسب کرده‌اند. در رده بانوان نیز تیم فولاد ماهان اصفهان نایب قهرمان آسیا شده‌است.

## افتخارات
شامل مسابقات رسمی (تا پایان سپتامبر ۲۰۲۴):
المپیک ۸ طلا و ۲ نقره
جهانی ۸ طلا و ۱ نقره و ۲ برنز 
لیگ جهانی ۱ طلا
جام جهانی ۱ طلا
جام بین قاره ای ۳ طلا
قهرمانی آسیا ۴ طلا
فسپیک گیمز ۱ طلا
پارا آسیایی ۴ طلا
جوانان جهان ۳ طلا
مجموع ۳۲ طلا ۳ نقره ۲ برنز ۳۷ مدال
قهرمانی جام طلایی (فجر) ۱۳۸۲ جام دوستانه در تهران

## مسابقات

### پارالمپیک
در چهار دوره اول بازی‌های پارالمپیک یعنی از ۱۹۶۰ تا ۱۹۷۲ والیبال نشسته از رشته‌های ورزشی مسابقات نبود. در دوره‌های ۱۹۷۶ تا ۱۹۸۴ هم ایران شرکت نکرد. اولین حضور ایران در پارالمپیک ۱۹۸۸ بود. در سال ۱۹۷۶ والیبال نشسته مردان نمایشی بود و مدال آن به طور رسمی محاسبه نشد.
| سال   | رتبه        | بازی | برد | باخت | ست برده | ست باخته |
| ----- | ----------- | ---- | --- | ---- | ------- | -------- |
| ۱۹۷۶  | حاضر نبود   | –    | –   | –    | –       | –        |
| ۱۹۸۰  | حاضر نبود   | –    | –   | –    | –       | –        |
| ۱۹۸۴  | حاضر نبود   | –    | –   | –    | –       | –        |
| ۱۹۸۸  | قهرمان      | ۶    | ۶   | ۰    | ۱۸      | ۳        |
| ۱۹۹۲  | قهرمان      | ۷    | ۷   | ۰    | ۲۱      | ۲        |
| ۱۹۹۶  | قهرمان      | ۸    | ۸   | ۰    | ۲۴      | ۲        |
| ۲۰۰۰  | قهرمان      | ۸    | ۸   | ۰    | ۲۴      | ۰        |
| ۲۰۰۴  | نایب قهرمان | ۶    | ۵   | ۱    | ۱۷      | ۳        |
| ۲۰۰۸  | قهرمان      | ۶    | ۶   | ۰    | ۱۸      | ۰        |
| ۲۰۱۲  | نایب قهرمان | ۷    | ۶   | ۱    | ۱۹      | ۴        |
| ۲۰۱۶  | قهرمان      | ۵    | ۵   | ۰    | ۱۵      | ۱        |
| ۲۰۲۰  | قهرمان      | ۵    | ۵   | ۰    | ۱۵      | ۱        |
| ۲۰۲۴  | قهرمان      | ۵    | ۵   | ۰    | ۱۵      | ۲        |
| مجموع | ۱۲/۹        | ۶۳   | ۶۱  | ۲    | ۱۸۶     | ۱۸       |

### جهانی
۸ طلا ۱ نقره ۲ برنز - ۱۱ مدال از ۱۳ دوره
در ۱۹۸۳ هلند و ۱۹۸۹ آمریکا شرکت نکرد.

### لیگ جهانی Super Six
۲۰۱۸	Super Six Men	Tabriz, IRI طلا
دوره دوم کنسل شد و برگزار نشد.

### جام جهانی
۲۰۰۸	Intercontinental Cup	Ismailia, EGY طلا
۲۰۱۰	World Cup	Port Said, EGY طلا
۲۰۱۲	Intercontinental Cup	Cairo, EGY طلا
۲۰۱۶	Intercontinental Cup Qualified (for Rio2016) Teams	Anji, CHN طلا

### قهرمانی آسیا و اقیانوسیه

#### غیررسمی
۱۹۹۵ تهران طلا (سه تیم از ایران + قزاقستان + چهار تیم اروپایی هلند و نروژ و فنلاند و مجارستان)
۱۹۹۹ استرالیا - شرکت نکرد

#### فسپیک
۲۰۰۶ فسپیک طلا

#### رسمی
۲۰۱۴ مشهد طلا (انتخابی جهانی و پاراآسیایی)
۲۰۱۷ چین طلا
۲۰۱۹ تایلند طلا
۲۰۲۳ قزاقستان طلا

### بازی‌های پاراآسیایی
| سال            | رتبه   | بازی | برد | باخت | ست برده | ست باخته |
| -------------- | ------ | ---- | --- | ---- | ------- | -------- |
| ۲۰۱۰           | قهرمان | ۵    | ۵   | ۰    | ۱۵      | ۱        |
| کره جنوبی ۲۰۱۴ | قهرمان | ۵    | ۵   | ۰    | ۱۵      | ۰        |
| ۲۰۱۸           | قهرمان | ۵    | ۵   | ۰    | ۱۵      | ۱        |
| ۲۰۲۲           | قهرمان | ۵    | ۵   | ۰    | ۱۵      | ۰        |
| مجموع          | ۳/۳    | ۲۰   | ۲۰  | ۰    | ۶۰      | ۲        |

#### ۲۰۱۴
۱۰–۲۵، ۱۴–۲۵ و ۱۱–۲۵ ایران ۳–۰ ژاپن
۲۵–۳، ۲۵–۲ و ۲۵–۱۰ ایران ۳–۰ مغولستان
۷–۲۵، ۱۸–۲۵ و ۱۲–۲۵ ایران ۳–۰ قزاقستان
۲۵ بر ۱۴، ۲۵ بر ۲۲ و ۲۵ بر ۱۵ ایران ۳–۰ عراق
۲۵ بر۱۲، ۲۵ بر ۲۰ و ۲۹ بر ۲۷ ایران ۳–۰ چین

### جوانان جهان
در رده جوانان زیر ۲۳ سال (امیدها) نیز تیم ملی مردان ایران در سال‌های ۲۰۰۵ اسلوونی، ۲۰۰۷ برزیل و ۲۰۰۹ مشهد قهرمان جوانان جهان شده‌است. این رقابت‌ها فقط سه بار در بخش مردان برگزار شده و از ۲۰۰۹ به بعد برگزار نشده‌است.
در سال ۲۰۰۷ در برزیل با هشت برد (۲۴ ست برده و ۱ ست باخته) قهرمان شد. تیم والیبال نشسته زیر بیست‌وسه سال ایران با اقتدار و با غلبه بر تیم پرقدرت روسیه قهرمان جهان شد. به گزارش خبرگزاری دانشجویان ایران (ایسنا)، تیم والیبال نشسته زیر بیست‌وسه سال ایران با توجه به این که ۲۱ گیم برده و تنها یک باخته داشت، امید اول قهرمانی محسوب می‌شد. ملی‌پوشان ایران با بازی خوب خود اجازهٔ خودنمایی را به روس‌ها ندادند و توانستند با اقتدار در سه ست با امتیازهای ۲۵ بر ۱۵، ۲۵ بر ۱۸ و ۲۵ بر ۱۴ از این میدان پیروز خارج شوند و برای دومین بار پیاپی عنوان قهرمانی را از آن خود کنند. دیدار رده‌بندی را نیز دو تیم آلمان و بوسنی برگزار کردند که آلمانی‌ها موفق شدند تیم بوسنی را با نتیجه ۳ بر ۲ شکست داده و بر سکوی سوم جهان قرار گیرند. داور اول این دیدار بر عهدهٔ یگانه‌مجد از ایران بود که در این مسابقات هفت دیدار را به خوبی قضاوت کرد. در پایان این مسابقات صادق بیگدلی به عنوان بهترین بازیکن انتخاب شد و در تیم منتخب این مسابقات که از سوی کمیتهٔ فنی انتخاب شد جا گرفت. در پایان این مسابقات، کاپ، مدال و احکام قهرمانی مسابقات توسط رئیس سازمان جهانی والیبال نشسته، فرماندار و رئیس کمیته پارالمپیک برزیل توزیع شد. همچنین ایران به عنوان میزبان مسابقات سال ۲۰۰۹ انتخاب شد و پرچم فدراسیون جهانی از برزیل به نماینده ایران هادی رضایی داده شد. انتهای پیام
تیم ایران رقابت‌های خود در مسابقات جهانی والیبال نشسته زیر ۲۳ سال را با پیروزی آغاز کرد. به گزارش خبرگزاری دانشجویان ایران (ایسنا)، تیم والیبال نشسته زیر ۲۳ سال ایران یکشنبه در دیدار با تیم روسیه با نتیجه ۳ بر صفر (۲۵–۱۸، ۲۵–۱۹ و ۲۵–۲۲) به پیروزی رسید. ملی‌پوشان کشورمان در دومین دیدار خود به مصاف تیم آلمان می‌روند. آلمان در روز نخست با حساب ۳ بر صفر قزاقستان را برد. این رقابت‌ها با حضور تیم‌های بوسنی، برزیل، لهستان، آلمان، قزاقستان، روسیه و ایران در برزیل برگزار می‌شود. در یکی دیگر از دیدارها میزبان مسابقات ۳ بر صفر لهستان را شکست داد.
تیم ملی والیبال نشسته امید ایران با کسب دو پیروزی دیگر در مسابقات جهانی برزیل در صدر جدول گروه خود قرار گرفت. در دومین روز از این رقابت‌ها که در برزیل در حال برگزاری است تیم ملی والیبال نشسته امید ایران در دومین دیدار خود به مصاف آلمان رفت که با ارایه یک بازی زیبا با نتیجه ۳ بر یک موفق به حریف خود شد. ملی‌پوشان ایران که گیم اول را با نتیجهٔ (۲۵ بر ۱۹) به حریف خود واگذار کرده بودند در ادامه و در سه گیم پیاپی و با نتایج (۲۵ بر ۱۶، ۲۵ بر ۱۱ و ۲۵ بر ۱۵) حریف قدرتمند خود، آلمان را شکست دادند. اما تیم ملی ایران در حساس‌ترین دیدار مرحله مقدماتی خود به یک پیروزی با ارزش در مقابل بوسنی دست یافت. تیم ملی ایران با نتیجه قاطع ۳ بر صفر و با نتایج (۲۵ بر ۲۲، ۲۵ بر ۱۹ و ۲۵ بر ۲۰) حریف خود را از پیش رو برداشت. بدین ترتیب تیم ملی والیبال نشسته ایران با کسب ۳ پیروزی پیاپی صدرنشین شد تا برای راهیابی به فینال با تیم چهارم جدول رودر رو شود. ملی‌پوشان ایران در چهارمین دیدار خود مقابل قزاقستان قرار خواهند گرفت. در سومین روز از مسابقات جهانی والیبال نشسته در برزیل تیم ایران به راحتی از سد قزاقستان گذشت و توانست با ۸ امتیاز در صدر جدول قرار گیرد. به گزارش خبرگزاری دانشجویان ایران (ایسنا)، در سومین روز از مسابقات جهانی والیبال نشسته زیر بیست و سه سال تیم ایران در چهارمین بازی خود به راحتی از سد تیم قزاقستان گذشت. در این دیدار تیم ایران هم از بازیکنانی که در سه بازی گذشته کمتر بازی کرده بودند استفاده کرد و توانست در سه ست متوالی و با امتیازات ۲۵ بر ۱۳، ۲۵ بر ۱۲ و ۲۵ بر ۷ پیروز میدان باشد. در دیگر بازی‌های روز سوم بوسنی ۳ بر صفر برزیل را شکست داد که داور اول این دیدار خلیل یگانه مجد بود. آلمان هم با حساب ۳ بر صفر توانست از سد لهستان بگذرد و با ۷ امتیاز در مکان دوم جدول قرار گیرد و جدی‌ترین تعقیب کننده تیم ایران باشد. تیم ایران در پنجمین دیدار خود مقابل تیم برزیل که میزبان این مسابقات است قرار خواهد گرفت. در جریان مسابقات جهانی والیبال نشسته برزیل ایران با پیروزی در مقابل لهستان به مرحله نیمه نهایی راه یافت. تیم والیبال نشسته زیر بیست‌وسه سال کشورمان در آخرین دیدار دور مقدماتی با یاران اصلی و ذخیره به مصاف تیم لهستان رفت و با شکست دادن این تیم ششمین پیروزی پیاپی خود را کسب کرد. تیم والیبال نشسته زیر بیست‌وسه سال ایران با این پیروزی ۱۲ امتیازی شد و در صدر جدول قرار گرفت. این دیدار را داورانی از کشورهای روسیه و برزیل قضاوت کردند که تیم ایران به راحتی در سه ست با امتیازهای ۲۵ بر ۱۹، ۲۵ بر ۱۸ و ۲۵ بر ۱۱ به پیروزی رسید تا در مرحله نیمه‌نهایی در مقابل آلمان قرار بگیرد. گفتنی است، تیم والیبال نشسته زیر بیست‌وسه سال ایران در مرحله مقدماتی موفق شده بود با نتیجهٔ ۳ بر یک آلمان را شکست دهد. در دیگر رقابت‌های مرحله مقدماتی روسیه سه بر صفر قزاقستان را شکست داد و با ۱۱ امتیاز در رده دوم جدول قرار گرفت و بوسنی سه بر صفر بر آلمان غلبه کرد. به این ترتیب، در مرحلهٔ نیمه نهایی، ایران با آلمان و بوسنی با روسیه دیدار خواهند کرد که تیم‌های برنده به فینال این دوره از مسابقات راه خواهند یافت. تیم ملی والیبال نشسته ایران با غلبه بر آلمان به فینال مسابقات زیر ۲۳ سال جهان راه یافت. تیم ملی والیبال نشسته زیر بیست و سه سال کشورمان که در دور مقدماتی با شش پیروزی پیاپی صدرنشین مسابقات شده بود برای راهیابی به فینال باید در مقابل تیم چهارم گروه یعنی آلمان قرار می‌گرفت. در این دیدار مربیان از تمامی نفرات اصلی خود بهره جستند و در سه گیم متوالی این تیم را شکست دادند. پاس‌های بی‌نقص هادی زاده‌حسینقلی، آبشارهای ویران کننده علیپوریان و دفاع‌های محکم توسط بیگدلی، فرزانه و ایری سبب شد تا ایران با امتیازهای (۲۵–۱۲)، (۲۵–۹) و (۲۵–۱۸) پیروز شود و به دیدار فینال راه یابد. در دومین دیدار تیم‌های روسیه و بوسنی مقابل هم صف‌آرایی کردند که روسیه خالق یک شگفتی شد و توانست تیم بوسنی را ۳ بر ۲ شکست داده و حریف ایران در فینال شود.

### ابعاد زمین
یکشنبه / ۱۵ مهر ۱۳۸۶ - ایران الگوی جدید والیبال نشسته جهان قوانین تازه مسابقات به صورت آزمایشی در ایران اجرا می‌شود. والیبال نشسته با قوانین جدید به صورت آزمایشی در ایران برگزار می‌شود. به گزارش ایسنا، هادی رضایی، سرمربی تیم ملی والیبال نشسته گفت: سازمان جهانی این رشته با تغییراتی که در قوانین والیبال نشسته به وجود آورده برای ملموس کردن نتایج آن قبل از اجرای قوانین در سطح وسیع، اجرای قوانین به صورت آزمایشی را بر عهده ایران گذاشته‌است تا با بازبینی فیلم بازی، مقررات جدید را بررسی کند. طبق قوانین جدید زمین این رشته بزرگ‌تر می‌شود. بازیکنان والیبال نشسته در صورت تأیید به جای بازی در زمین ۵ در ۶، در زمین ۶ در ۶ بازی می‌کنند. هادی رضایی سرمربی تیم ملی ایران این کار را بر عهده دارد. او می‌گوید: «به ایران مأموریت داده‌اند تا بازی را طبق قوانین جدید و در زمین بزرگ‌تر از قبل برگزار کند تا شرایط بررسی شود چرا که سازمان جهانی والیبال نشسته تصمیم دارد بعد از پارالمپیک پکن بازها را در زمین بزرگ برگزار کند.» به گفته او در جلسه مدرسان والیبال نشسته که ماه آینده در اسلوونی برگزار می‌شود در این باره بحث می‌شود.

### اوپن بوسنی
1. ۲۰۰۵ طلا
2. ۲۰۰۷ طلا (۱۰ دسامبر)[۱۲]
3. ۲۰۰۸ برنز (تیم مازندران)
4. ۲۰۱۰ نقره

### دوستانه
۵ بازی دوستانه با چین سال ۲۰۰۸ (قبل از پارالمپیک ۲۰۰۸)
۱ بازی دوستانه با روسیه سال ۲۰۱۴ (قبل از قهرمانی آسیا ۲۰۱۴)
۸ بازی دوستانه با قزاقستان سال ۲۰۲۳ (۴ بازی در ایران و ۴ بازی در قزاقستان - یک ماه قبل از قهرمانی آسیا ۲۰۲۳ قزاقستان)
۶ بازی دوستانه با قزاقستان سال ۲۰۲۴ 
1. ایران ۳–۱ قزاقستان
2. ایران ۳–۰ قزاقستان
3. ایران ۳–۰ قزاقستان
4. ایران ۳–۱ قزاقستان
5. ایران ۳–۰ قزاقستان
6. ایران ۳–۱ قزاقستان

تورنمت هلند به ایران ویزا نداد. در تورنمت ایران، برزیل و روسیه انصراف دادند و شش بازی دوستانه با قزاقستان انجام شد.

## بازیکنان حاضر درپارالمپیک ۲۰۲۰ توکیو
حسین گلستانی، داود علی‌پوریان، رمضان صالحی، محمد حسین حسینی، صادق بیگدلی، مجید لشکری، محمد نعمتی، مرتضی رمضانی، مرتضی مهرزاد، مهدی بابادی، مهرزاد مهروان و میثم علی‌پور

## پاراآسیایی ۲۰۱۴
داود علیپوریان، صادق بیگدلی، مهدی حمیدزاده، محمد خالقی (تهران)، حسین گلستانی (قم)، رمضان صالحی، مجید لشگری(مازندران)،احمد ایری،آرش خرمالی،آرش قره قولپاقی(گلستان)، میثم علیپور (گیلان)، مهدی بابادی (خراسان‌رضوی)، دوازده ملی پوش اعزامی به این مسابقات هستند.